# Winfield S. Weeden
Winfield Scott Weeden, född 29 mars 1847 i Middleport, Ohio, död 31 juli 1908 i Bisby Lake, New York, var en sångevangelist och tonsättare från USA.

## Sånger
- Allt till Jesus vill jag lämna Finns på Wikisource.
- Allt åt Jesus helt jag lämnar
- Kommen alla, I som bären

## Sångsamlingar
- The Peacemaker (1894)
- Songs of the Peacemaker (1895)
- Songs of Sovereign Grace (1897)